# Lillian Disney
Lillian Disney (n. 15 februarie 1899 - d.16 decembrie 1997) a fost soția lui Walt Disney. A fost casatorită cu el din anul 1925 până la moartea soțului ei, în 1966.

## Primii ani ai vieții
Lillian s-a născut Lillian Marie Bounds în Spalding, Idaho. Ea a crescut în Lapwai, Idaho, în Nez Perce Indian Reservation unde tatăl său a lucrat ca fierar și mareșal federal. Lillian a lucrat la studiourile Disney ca și secretară când l-a cunoscut pe Walt. Ea avea părul scurt șaten, era slabă și era foarte cochetă.